# Acidithiobacillus ferriphilus
Espèce
Acidithiobacillus ferriphilus est une espèce bactérienne à Gram négatif du genre Acidithiobacillus de la famille Acidithiobacillaceae et incluse dans les Pseudomonadota. C'est une bactérie anaérobie facultative capable d'oxyder les ions ferreux en conditions aérobies et de réduire les ions ferriques en conditions anaérobies.

## Taxonomie
Le nom correct complet (avec auteur) de ce taxon est Acidithiobacillus ferriphilus Falagán & Johnson 2016.

### Étymologie
Le genre Acidithiobacillus a été nommé ainsi d'après les caractéristiques qui lui sont propres. L'étymologie de l'espèce Acidithiobacillus ferriphilus est la suivante : fer.ri’phi.lus L. neut. n. ferrum, fer; N.L. adj. philus -a -um, ami, aimer; du Gr. adj. philos -ê -on, aimant; N.L. masc. adj. ferriphilus, qui aime le fer,.

### Historique
Cette espèce a été décrite en 2016 en regroupant un ensemble de bactéries extrémophiles aux caractéristiques communes et identifiées comme des Acidithiobacillus. Ce sont des bactéries  chimiolithotrophes obligatoires, acidophiles et mésophiles. Ce groupe de bactéries se distingue des autres espèces d'Acidithiobacillus capables d'oxyder les ions ferreux et déjà décrite à cette date (A. ferrooxidans, A. ferrivorans et A. ferridurans). Cette nouvelle espèce est capable de croître en aérobie en couplant l'oxydation des ions ferreux ou en réduisant le soufre (mais pas l'hydrogène) à l'oxygène moléculaire. Elle est aussi capable de croître en anaérobie avec l'oxydation de soufre réduit couplé à une réduction d'ions ferriques. Il s'agit donc d'un groupe de bactéries anaérobies facultatives.
Comme les autres bactéries du même genre, elle fait partie de la classe des Acidithiobacillia créée en 2013.